# Електронний чек
Електронний чек — платіжний інструмент, що має платіжний баланс, у межах якого виконуються безготівкові розрахунки та готівкові операції і якому відповідає окремий чековий картковий рахунок, що відкритий в емітента. Електронний чек може завантажуватися як готівкою, так і з рахунку завантаження клієнта.
Це технологічне рішення є альтернативою традиційним реєстраторам розрахункових операцій (РРО). Функціональні компоненти системи E-Receipt дозволяють суб'єкту господарювання — продавцю, застосовуючи персональні комп'ютери, планшети, смартфони, здійснювати реєстрацію розрахункових операцій та передавати звітну інформацію (розрахункові чеки) до ДФС, а покупцю — переглядати інформацію щодо чеків в Електронному кабінеті.

## Принцип роботи
Засоби системи E-Receipt дозволяють формувати електронний чек, використовувати QR-код, в якому міститься інформація про здійснену розрахункову операцію, присвоювати чеку локальний та фіскальний номери, які є унікальними, фіскалізувати чек на сервері ДФС, накладати на нього електронний підпис продавця та ДФС, візуалізувати чек на пристрої продавця, передавати на пристрій покупця інформацію у вигляді повідомлення через електронну пошту, SMS, Viber, WhatsApp, формувати Z-звіти та передавати їх на сервер ДФС.

## Електронний чек в Україні
З моменту запуску у тестовому режимі (вересень 2018) до державної системи електронних чеків долучилися близько 200 суб'єктів господарювання, які зареєстрували більше 300 кас.
Для тестування пропонується клієнтське програмне забезпечення (інсталяційний пакет) для операційних систем Windows та Android. Наступним етапом передбачалася розробка програмного забезпечення для операційної системи IOS.
Крім того, ДФС реалізовано і електронний сервіс, який надає можливість покупцеві товарів (послуг) здійснювати пошук та перегляд фіскальних касових чеків, що формуються як традиційними реєстраторами розрахункових операцій, так і електронних фіскальних чеків, створених новітніми РРО.
У січні 2019 року член Асамблеї Каліфорнії представив законопроект, який забороняє компаніям видавати клієнтам паперові квитанції, якщо вони цього не просять.